# Lucio Arrunzio (console 6)
Lucio Arrunzio (in latino Lucius Arruntius; 27 a.C. circa – Roma, 37) è stato un politico e senatore romano, console dell'Impero romano.

## Biografia
Apparteneva alla famiglia degli Arruntii, e sembra aver avuto dei legami con i Cornelii Sullae e i Pompeii. Suo padre era l'omonimo console del 22 a.C.. Adottò Lucio Arrunzio Camillo Scriboniano, console a sua volta nel 32.
Nel 6 fu eletto console ordinario insieme a Marco Emilio Lepido, rimanendo in carica per il primo semestre dell'anno e venendo poi sostituito a luglio da Lucio Nonio Asprenate.
Arrunzio compare per la prima volta nelle fonti antiche nel 14 d.C. al momento della seduta senatoria relativa ai funerali di Augusto: egli propose che la pompa funebre fosse preceduta dai vocabula delle leggi promulgate e delle genti vinte dal defunto princeps. Egli era del resto stato giudicato da quest'ultimo in punto di morte (anche se Tacito afferma che già alcuni storici antichi riferivano non ad Arrunzio, ma a Gneo Pisone il giudizio) come non indignum [sc. imperii] et, si casus daretur, ausurum. Tiberio dunque, sebbene non avesse alcun inveterato risentimento nei suoi confronti, lo aveva per questo motivo a sospetto, così come anche per la sua ricchezza, la sua vivacità d'ingegno, le sue eccezionali abilità oratorie (tanto da diventare quasi proverbiale sotto Claudio) e la rinomanza pubblica. Il suo discorso alla seduta senatoria successiva ai funerali di Augusto, in cui egli doveva aver svelato l'impossibilità della recusatio imperii di Tiberio, lo rese ancora più inviso al secondo princeps.
Nel 15, fu dato ad Arrunzio, insieme ad Ateio Capitone, l'incarico di frenare lo straripamento del Tevere, una cui piena aveva allagato e distrutto i luoghi bassi di Roma: la loro proposta di deviare il corso dei fiumi e dei laghi che alimentavano il fiume romano si scontrò con l'opposizione degli abitanti di Florentia, Interamna e Reate e fu respinta dal senato su parere di Pisone.
Nel 20, il medesimo Pisone cercò invano, tra gli altri nobiles, l'aiuto di Arrunzio in sua difesa nel processo per la morte di Germanico.
L'anno successivo, nel 21, Arrunzio si oppose alle accuse di Domizio Corbulone, padre del futuro generale, contro il proprio parente Lucio Silla, processo che si concluse con l'intervento risolutivo del console Druso.
Nel 23, Arrunzio fu nominato legatus Augusti della provincia di Hispania Tarraconensis: egli era ancora in carica dieci anni dopo, quando nel 33 Tiberio lamentò la mancanza di volontà dei senatori di assumere incarichi provinciali, dimenticandosi però di aver per tutti questi anni impedito  che Arrunzio partisse proprio per la Spagna.
Nel 31 Arrunzio, ormai divenuto nemico di Seiano, fu accusato con vari e ignoti capi d'accusa da Lucio Aruseio e un tale Sangunnio/Sangurio: Tiberio lo fece prosciogliere, fece condannare i suoi accusatori, e concesse una forma di immunità da simili processi a quanti fossero stati in procinto di entrare in carica come governatori provinciali o come altri magistrati pubblici, intaccando così il potere, ormai evidentemente in declino, del prefetto del pretorio.
Nel 32, tra le varie accuse portate contro il ferocissimo Cotta Messalino, vi era anche quella di essersi lamentato della potentia di Marco Lepido e di Arrunzio, con i quali trattava di questioni economiche: al contrario di quelli, che godevano dell'appoggio del senato, Messalino affermava di avere la protezione di Tiberio in persona. La sorte cui andarono incontro gli accusatori di Arrunzio e di Messalino porta Tacito ad un paragone tra i due accusati, dal quale Arrunzio emerge di gran lunga superiore per le sue sanctissimae artes.
Nel 37, Arrunzio subì un ultimo oltraggio quando si vide accusato, insieme ad altri uomini illustri come Gneo Domizio e Vibio Marso, di lesa maestà e adulterio con la principale accusata Albucilla, moglie di Satrio Secondo, delatore contro Seiano: la gestione del processo nelle mani di Macrone e l'assenza di una lettera di Tiberio contro gli accusati facevano nascere il sospetto che proprio il nuovo prefetto del pretorio avesse orchestrato tutto. Al contrario di Domizio e Marso, che tentavano in ogni modo di prolungare la loro vita, Arrunzio decise di porre fine alla propria con dignità: egli affermò di aver vissuto abbastanza e di pentirsi unicamente di aver accettato di sopportare tra pericoli e scherni un'affannosa vecchiaia, inviso a potenti come Seiano e Macrone non per aver commesso reati ma per non aver tollerato i reati altrui; a nulla, disse, sarebbe servito sopravvivere al debole Tiberio, che, tanto esperto, pure era stato inghiottito dalla spirale del potere, se avesse dovuto in futuro sopportare lo strapotere di Gaio Caligola, ignaro di tutto o nutrito solo dei peggiori esempi, come il tremendo Macrone: prospettando così una servitù ancora più dura, egli decise di fuggire le sventure passate e future tagliandosi le vene, dichiarando, secondo Cassio Dione, "Non posso alla mia età servire un simile nuovo padrone". Icastico è il commento di Tacito: Documento sequentia erunt bene Arruntium morte usum.

### Esplicative
1. ↑  Tacito, Historiae, II, 65, 2, suggerisce che Tiberio avesse impedito ad Arrunzio di partire per paura, ma è anche possibile che questo fosse un modo per onorare il senatore (cfr. Cassio Dione, Storia romana, LVIII, 19, 6): infatti, data la pratica tiberiana di tenere i governatori a lungo in carica, assegnare un incarico provinciale da amministrare direttamente da Roma senza recarsi in loco poteva essere un segno di apprezzamento da parte del princeps e procurare ulteriore prestigio: cfr. l'utile disamina in B. Levick, Tiberius the politician, London-New York 19992, pp. 97-101, in particolare 100.

### Riferimenti
1. 1 2   Tacito, Annales, 1815,  3.31.3.
2. ↑   Ronald Syme, Tacitus, I, 1958,  p. 382.
3. 1 2 3  PIR2 A 1130 (Groag).
4. ↑  AE 2005, 456: M(arco) Lepido L(ucio) Arrunti(o) / co(n)s(ulibus) d(ecreto) d(ecurionum) posit(us) / qui intra stercus / fuderit multae a(sses) IIII d(abit).
5. ↑   Fasti Capitolini, su attalus.org. (anno 6 d.C.)
6. ↑   Tacito, Annales, 1815,  1.8.3.
7. ↑   Tacito, Annales, 1815,  1.13.2-3.
8. ↑   Tacito, Annales, 1815,  11.7.2.
9. 1 2   Tacito, Annales, 1815,  1.13.1.
10. ↑  Tacito, Annales, 1.76.1; Cassio Dione, Hist. Rom., 57.14.7-8. Dione cita la creazione da parte di Tiberio di un corpo di 5 senatori adibiti alla cura del Tevere, sicuramente i curatores riparum et alvei Tiberis: dal momento che però la creazione della curatela dell'alveo del Tevere è attribuita ad Augusto (Svetonio, Augustus, 37), è possibile pensare che Tiberio abbia incrementato il numero degli addetti preposti a causa delle scoperte di Arrunzio e Capitone (così Christopher Mallan, Cassius Dio. Roman History, Books 57 and 58 (the Reign of Tiberius), translated with introduction and commentary, Oxford, 2020, ad loc. cit., pp. 204-205).
11. ↑  Tacito, Annales, 1.79.
12. ↑  Tacito, Annales, 3.11.2.
13. ↑  Tacito, Annales, 6.27.3; Svetonio, Tiberius, 41 e 63.2; Cassio Dione, Hist. Rom., 58.8.3. Dione afferma che già nel 31, al momento dell'assoluzione di Arrunzio, egli amministrava da dieci anni il governo della Spagna: lo storico ha probabilmente fatto confusione con quanto leggeva nelle sue fonti (così Mallan, op. cit., ad loc. cit., pp. 292-293).
14. 1 2  Tacito, Annales, 6.7.1. Il manoscritto degli Annales porta il nome Sangunnium, sopra il quale una mano posteriore ha scritto qui: da ciò Lipsius propose una lettura Sanquinium, ma l'associazione con il consolare di alto rango Sanquinio Massimo, citato in Tacito, Annales, 6.4.3, appare improbabile. Nipperdey ha proposto un'emendazione con il rarissimo Sangurium (CIL I2 1894). Sulla questione vd. Ronald Syme, Personal Names in Annals I-VI, in The Journal of Roman Studies, 39.1-2 (1949), pp. 6-18, in particolare p. 15.
15. ↑  Digestum, 48.2.12.1.
16. ↑  Cassio Dione, Hist. Rom., 58.8.3.
17. ↑  Tacito, Annales, 6.5.1.
18. ↑  Tacito, Annales, 6.47.2-3; Cassio Dione, Hist. Rom., 58.27.2-3.
19. ↑  Tacito, Annales, 6.48; Cassio Dione, Hist. Rom., 58.27.4.